# Kjell Höglund
Kjell Höglund, født 8. december 1945 i Östersund i Sverige, er en svensk sanger, sangskriver og forfatter. Han er kendt for sin blanding af realisme, absurdisme og surrealisme i sine sangtekster.
Höglund udgav sit første musikalbum, Undran, for egen regning i 1971. Fra sit tredje album Häxprocess (1973) var han tilknyttet det lille pladeselskab Alternativ (senere Atlantis). Han udgav i alt 14 musikalbum i årene 1971-2006, ud over to kompilationsalbum.
Blandt Höglunds mest berømte sange kan nævnes "Jag hör hur dom ligger med varandra i våningen ovanför", "Man vänjer sig", "Lugnare vatten" og "Genesarets sjö."
Höglund boede i København en periode i 1980'erne og holdt en række foredrag om den danske filosof Martinus.

## Studioalbummer
- Undran (1971)[4]
- Blomstertid (1972)
- Häxprocess (1973)
- Baskervilles hund (1974)
- Hjärtat sitter till vänster (1975)
- Doktor Jekylls testamente (1979)
- Vägen mot Shangri-La (1980)
- Tidens tecken (1984)
- Hemlig kärlek (1986)
- Ormens år (1989)
- Höglund Forever (1992)
- Inkognito (1995)
- Kryptonit (2001)
- Pandoras ask (2006)

## Kompilationsalbummer
- Glöd (1988)
- Lokomotiv (1994)